# Гхатакарпара
Гхатакарпара, или Гхата-карпара (Ghatakarpara — «разбитая кружка», «черепок»), — древнеиндийский лирический поэт, один из «девяти драгоценных камней» при дворе царя Викрамадитья (I век до н. э.) в городе Удджайн. О его жизни ничего не известно.

## Сочинения
Ему приписывается довольно обширная (22 строфы), весьма искусственная лирическая поэма, называющаяся «Гхатакарпара» — по имени автора, вставившего своё имя в стихи последней строфы. Содержание её — описание дождливого времени года.
Гхатакарпаре приписываются и многие другие произведения.

## Издания
- M. G. Dursch (с немецким переводом и комментариями, Берлин, 1828)[2]
- H. Brockhaus (Лейпиц, 1841)[2].

## Переводы
Метрический немецкий перевод А. Hoefer’a («Indische Gedichte», т. II. Лейпиц, 1844).